# پائو فرانک
پائو فرانک (انگلیسی: Pau Franch؛ زادهٔ ۲۵ ژوئیهٔ ۱۹۸۸) بازیکن فوتبال اهل اسپانیا است.